# Real-Estate-Facility-Management
Real-Estate-Facility-Management (gebräuchliche Abkürzung: REALFM) bezeichnet den ganzheitlichen und nachhaltigen Bau, deren Verwaltung und Bewirtschaftung von Gebäuden, Immobilien, Anlagen und Einrichtungen.

## Einleitung
Das Real-Estate-Facility-Management (RealFM) umfasst das professionelle Liegenschaftsmanagement eines Unternehmens mit allen dazu notwendigen Aufgaben und Prozessen. Hierzu gehören alle notwendigen technischen, infrastrukturellen, kaufmännischen, juristischen und Querschnitts-Aufgaben, welche das Topmanagement eines Unternehmens sicherstellen sollte.
Eine Unterscheidung wie beispielsweise im Facilitymanagement zwischen Primär-, Sekundär- bzw. Tertiärprozesse erfolgen im Real-Estate-Facility-Management jedoch nicht, da alle Prozesse zum Unternehmenserfolg beitragen und schließlich einen Mehrwert generieren.
Ein Faktor für ein erfolgreiches und effektives Unternehmens-Management ist dafür der Outsourcing-Faktor, der das Verhältnis von outgesourcten Prozessen zu Prozessen in Eigenregie bildet. Je größer dieses Verhältnis ist, also umso mehr Prozesse outgesourct bzw. nicht in Eigenregie durchgeführt werden können, umso „schlechter“ ist das Management im Regelfall.
Der englische Begriff „Facility“ bezeichnet im Real-Estate-Facility-Management zusammenfassend alle Grundstücke, Gebäude, Immobilienbestände, Anlagen, Maschinen, Versorgungseinrichtungen und -installationen, die für die Produktion, Erstellung von Leistungen und Sicherstellung aller Prozesse innerhalb von Immobilien oder ganzen Liegenschaften erforderlich sind. Das Management umfasst dabei den ganzheitlichen Ansatz für die Planung, den Bau, den Betrieb, die Kontrolle, die Prozesssicherstellung, deren ständige Optimierung, die erfolgsorientierte Verwaltung und Vermarktung. Betriebswirtschaftlich gesehen handelt es sich um Anlagevermögen und die zur Leistungserstellung benötigten Sachmittel, jedoch auch um Dienste und Prozesse innerhalb des Unternehmens.
Teilaufgaben sind aus dem klassischen Immobilienmanagement, im englisch real estate management hergeleitet worden, was sich durch die Bezeichnung Real im „RealFM“ widerspiegelt.
Der immer größer werdende Kostendruck auf die Unternehmen veranlasst sie, stetig ihre Verbesserungs- und Kostensenkungspotenziale zu ermitteln und diese auch nachhaltig umzusetzen. Deshalb wird es notwendig auch das Liegenschaftsmanagement eines Unternehmens strategisch neu zu betrachten, da die Liegenschaftskosten nach den Personalkosten den größten Kostenblock innerhalb eines Unternehmens darstellen.
Deshalb entwickelte sich als ganzheitliche und nachhaltige Managementmethode, als Mix aus Immobilien- und Facility-Management die moderne und innovative Methodik des Real-Estate-Facility-Managements.
Real-Estate-Facility-Management ist ein ganzheitlicher, strategischer und lebenszyklusbezogener Managementansatz, um Gebäude, ihre Systeme, Prozesse und Inhalte kontinuierlich bereitzustellen, funktionsfähig zu halten und an die wechselnden organisatorischen und marktgerechten Bedürfnisse anzupassen.
Es optimiert so den Betrieb, die Wirtschaftlichkeit, die Nutzung, die Vermarktung und die Werterhaltung der gesamten Liegenschaften und Einrichtungen einschl. aller hierfür notwendigen Prozesse und erreicht dadurch eine ganzheitliche und umfassende Immobilien-, Einrichtungs- und Infrastruktur -erstellung, -bereitstellung und -bewirtschaftung mit der Zielsetzung einer langfristigen Ertragssteigerung, Qualitätssicherung und Werterhaltung für Besitzer, Nutzer und Kunden.
Um dieses sicherstellen zu können, muss hierfür durch das Top-Management sowohl das gesamte Facilitymanagement (FM) als auch Teilbereiche des Corporate-Real-Estate-Management (CREM) berücksichtigt werden.
Diese Methodik wird dann als Real-Estate-Facility-Management (REFM) oder RealFM bezeichnet.

### Strategisches Real-Estate-Facility-Management
Die Strategieausrichtung des RealFMs leitet sich direkt aus der jeweiligen Unternehmensstrategie ab.
Die Strategie bestimmt, in welchen Geschäftsfeldern ein Unternehmen tätig sein soll, wie der Wettbewerb in diesen Geschäftsfeldern zu bestreiten ist und was die langfristige Erfolgsbasis oder Kernkompetenz des Unternehmens darstellt.
Dies zeigt, dass das RealFM erst in geringem Maße als strategische Ressource von den meisten Unternehmen erkannt wird, obwohl dadurch ein zunehmend erfolgskritischer Wettbewerbsfaktor latent vorhanden ist.
Diese Vernachlässigung einer wertorientierten Betrachtung des Immobilienvermögens gerade in non-property-companies basiert auf der Unterschätzung seiner Relevanz auf den Gesamtunternehmenserfolg durch das Top-Management.
Die nachfolgenden Zahlen verdeutlichen jedoch den Stellenwert der Immobilien für den Unternehmenserfolg, welcher sich aus der enormen Kapitalbindung ergibt:
- Das Anlagevermögen von Industrieunternehmen besteht zu 30 bis 40 % aus Eigentum an Grund und Boden sowie Immobilien.
- Die immobilienbezogenen Kosten, bezogen auf die Bilanzsumme als Kennziffer, machen ca. 10 % aus.
- Nach den Personalkosten nehmen die Immobilienkosten den zweiten Platz der Ausgaben in der GuV ein.
- Bei Industrieunternehmen betragen die Immobilienkosten ca. 5 % des Umsatzes, bei Dienstleistungsunternehmen sogar 7 bis 9 %.

Das Top-Management, welches Immobilien als Teil der Unternehmensstrategie begreift und behandelt, kann durch einen aktiven und ergebnisorientierten Umgang mit ihnen einen positiven Beitrag zum Unternehmensergebnis erwirtschaften und so die Wettbewerbsfähigkeit steigern. Die Unternehmen erreichen dadurch einen entscheidenden Wettbewerbsvorteil und sollten deshalb dieses Potential unbedingt im Rahmen eines selbstgeführten Real-Estate-Facility-Management nachhaltig sichern.
Deshalb ist die Bedeutung des Real-Estate-Facility-Managements auch und gerade für Non-Property-Unternehmen so wichtig. Trotzdem verfügen die meisten Unternehmen noch nicht einmal über ein Informationssystem, das aktuelle, grundstücks- und gebäudebezogene Daten bereithält.
So ist das Erreichen jeglicher Ziele für ein Unternehmen an Strategien gebunden, welche Chancen und Risiken in sich bergen. Um die Unternehmensziele zu erreichen, externe Erwartungen zu erfüllen, effizient arbeiten und dauerhaft am Markt bestehen zu können, müssen Organisationen ihre Risiken kennen und aktiv durch ein Risikomanagement gestalten.
Risikomanagement ermöglicht die risikobewusste Steuerung der Geschäftsprozesse und sorgt dafür, dass sich das Topmanagement über die erkannten Gefahren hinaus aktiv mit der Zukunft des Unternehmens beschäftigt. Dies betrifft immer strategische, finanzielle, technische, infrastrukturelle, juristische und wirtschaftliche Aspekte.
Klar ist, dass es keine absolute Sicherheit gibt. Hat man jedoch mögliche Gefahren erkannt, ist man in der Lage sie zu vermeiden, durch personelle, technische und organisatorische Maßnahmen zu verringern oder auf ein wirtschaftlich tragbares Restrisiko zu reduzieren.
Risikomanagement trägt so zur Effizienz von Organisationen, Prozessen und Systemen im gesamten Unternehmen bei. Deshalb ist es notwendig das Facilitymanagement eines Unternehmens durch Risikomanagement zu ergänzen.

### Operatives Real-Estate-Facility-Management
Es kennzeichnet Maßnahmen aus allen Bewirtschaftungskernaufgaben einer Liegenschaft und beinhaltet Hauptteile des klassischen Facilitymanagements, sieht das Gebäude jedoch aus ganzheitlicher Sicht über deren gesamte Lebensdauer und Nutzungsbestimmung in Abstimmung mit der strategischen Unternehmensausrichtung und sichert so nachhaltig den Unternehmenserfolg.
Hierfür werden verschiedene Bereiche, Aufgaben und Programme unterschieden.
Wichtig ist bei allen Überlegung im operativen Real-Estate-Facility-Management, dass immer die Ganzheitlichkeit und Nachhaltigkeit aller Aufgaben und Tätigkeiten im Vordergrund stehen sollten.

## Organisationen, Verbände, Vereine
- RealFM (Association for Real Estate and Facility Managers): Europäisch ausgerichteter Berufsverband für Real-Estate- und Facility-Manager. Im Mittelpunkt der Aktivitäten stehen die Verknüpfung der Aufgaben von Immobilien- und Facilitymanagement sowie die Gestaltung der Schnittstellen zwischen allen an diesen Prozessen Beteiligten.
- VBI (Verband Beratender Ingenieure, Berlin): Erarbeitung der AHO Nr. 16 „Facility Management Consulting“, in der aktuellen 4. Auflage (Bundesanzeiger-Verlag).
- CoreNet Global: Globaler Fachverband der Corporate Real Estate Manager
- IFMA (International Facility Management Association): Die IFMA ist ein internationaler Verband für Facility-Management-Profis. Der Verband hat Mitglieder aus über 100 Ländern und bietet Schulungen, Zertifizierungen und Networking-Möglichkeiten für seine Mitglieder an. IFMA veröffentlicht auch Forschungsergebnisse und Best-Practice-Leitfäden für den Facility-Management-Bereich.
- BIFM (British Institute of Facilities Management): Der BIFM ist ein britisches Institut für Facility-Management-Profis. Der Verband bietet Schulungen, Zertifizierungen und Networking-Möglichkeiten für seine Mitglieder an. Der BIFM hat auch regionale Kapitel und Arbeitsgruppen, die sich auf bestimmte Aspekte des Facility-Managements spezialisiert haben.
- GEFMA (German Facility Management Association): Die GEFMA ist eine deutsche Vereinigung für Facility-Management-Profis. Der Verband bietet Schulungen, Zertifizierungen und Networking-Möglichkeiten für seine Mitglieder an. GEFMA hat auch verschiedene Arbeitskreise und regionale Gruppen, die sich auf spezifische Aspekte des Facility-Managements konzentrieren.[4]